# Kafr Qasim
Kafr Qasim of Kafr Qassem (Hebreeuws: כַּפְר קָאסִם, Arabisch: كفر قاسم), is een Arabisch-Israëlische plaats, gelegen op ongeveer 20 kilometer van Tel Aviv. Het ligt sinds de Arabisch-Israëlische Oorlog van 1948 vlak bij de Groene Lijn, de grens met de Westelijke Jordaanoever. Het stadje ligt in het gebied dat als de 'Driehoek' bekend staat,
In 2014 had de plaats ongeveer 21.000 inwoners.
In 1838 staat de plaats met uitsluitend moslim-inwoners geregistreerd in de Ottomaanse sandjak van het District Nablus.
Kafr Qasim werd op 12 februari 2008 door Meir Sheetrit, Israëls minister van Binnenlandse Zaken, tot stad verklaard.

## Bloedbad 1956
In het Palestijnse dorp werd op 29 oktober 1956, de eerste dag van de Suezcrisis door het Israëlische defensieleger (IDF) een bloedbad aangericht, waarbij 49 Palestijnse burgers de dood vonden, onder wie vrouwen en kinderen. Aanleiding was, dat zij het door Israël afgekondigde uitgaansverbod hadden geschonden. Historicus Adam Raz denkt dat het plan achter de afschuwelijke gebeurtenis was om de Palestijnen uit Israël te verdrijven. 'Yiska'Shadmi, de hoogste IDF officier die berecht werd voor het bloedbad, bekende vóór zijn dood dat zijn berechting geënsceneerd was om de militaire en politieke elites te beschermen.
Van dit bloedbad heeft de Libanese regisseur Borhane Alaouié de drama-film Kafr Kasem gemaakt. Bij de vertoning ervan op het 9de Internationale Filmfestival van Moskou in 1975, kreeg de film een oorkonde.
In het dorp is een museum dat gewijd is aan deze tragedie.

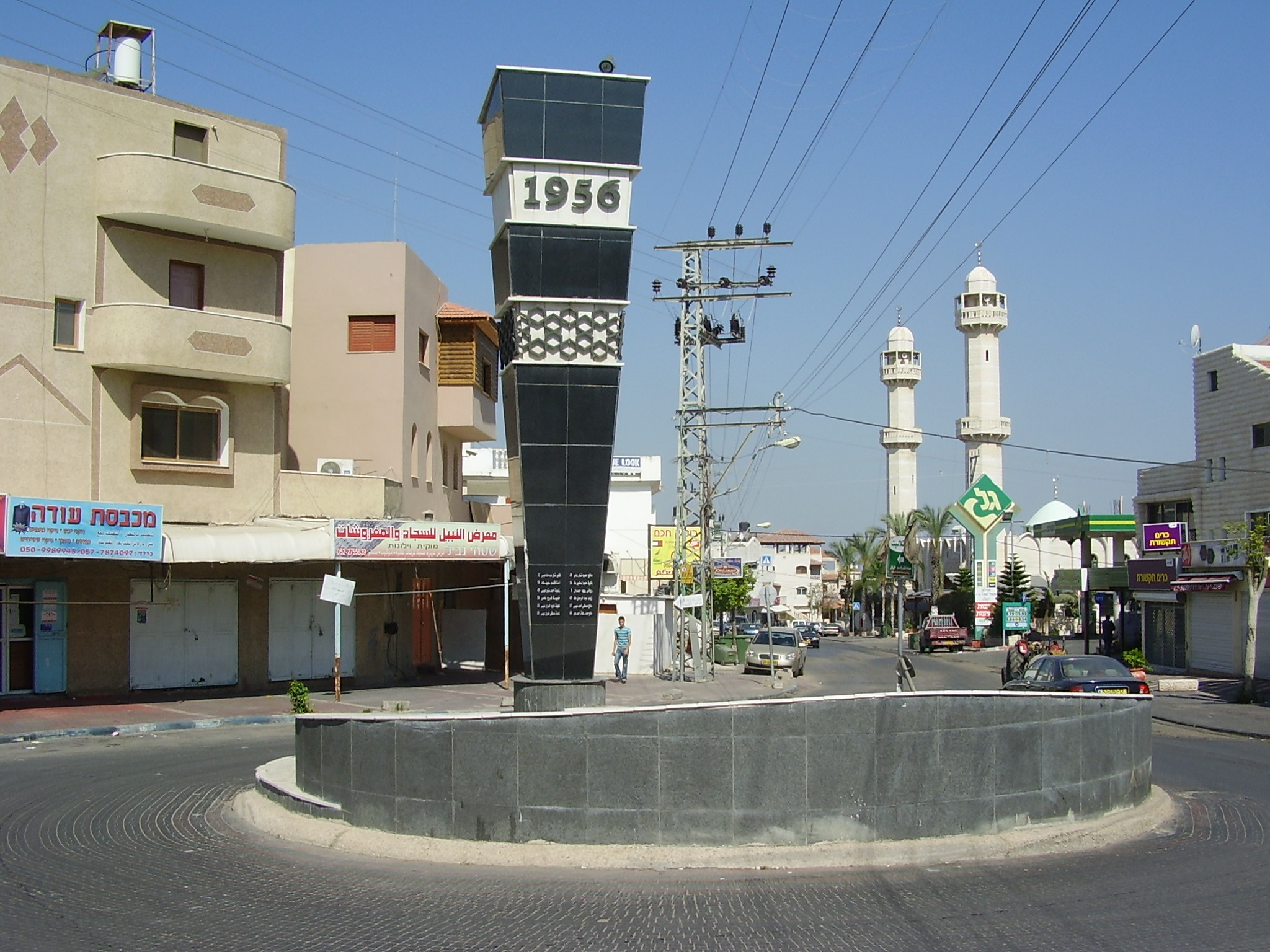
Monument voor de slachtoffers van het bloedbad van 1956 in Kafr Qasim

## Jaarlijkse herdenking
In 2007 sprak president Shimon Peres zijn spijt uit over het bloedbad. In 2014 werd de jaarlijkse herdenking van het bloedbad voor het eerst bijgewoond door de president van Israël, Reuven Rivlin. Hij vroeg namens de staat vergiffenis voor het gebeuren, wat op 29 oktober 2021 werd herhaald door zijn opvolger Isaac Herzog. maar een wetsvoorstel waarin de staat de verantwoordelijkheid voor het bloedbad op zich nam, werd op 27 oktober 2021 opnieuw door de Knesset verworpen.
Bij de 60-jarige herdenking van het bloedbad in 2016, waarbij Israëlische en Palestijnse functionarissen aanwezig waren, werd opgemerkt dat de opvatting van Joden als 'uitverkoren volk' verlaten moet worden en dat de staat het bloedbad moet erkennen en verantwoordelijkheid moet nemen voor alles wat dat impliceert. Knessetlid en inwoner Issawi Frej zei dat de anti-Arabische sfeer zelfs sterker was dan in 1956.

## Huizensloop
Op 23 november 2020 werd een huis van een Palestijnse eigenaar gesloopt, ondanks dat een advocaat aan de rechter om uitstel had gevraagd. De sloop vond plaats onder het voorwendsel dat deze zonder bouwvergunning was gebouwd. In hetzelfde dorp werden nog 13 andere huizen met sloop bedreigd. 
De sloopdreigingen vonden plaats in lijn met een escalatie van soortgelijke huizensloop in talrijke andere Palestijns-Israëlische plaatsen.

## Racisme
Na de uitslag van de verkiezingen van 23 maart 2021 in Israël, waarbij de extreemrechtse partij 'Religieus Zionisme' boven verwachting een aantal zetels in de Knesset won, werden Arabisch-Israëlische inwoners van Kfar Qasim bedreigd. Racistische graffiti met haatleuzen als "Expel or Kill" werden op gebouwen aangebracht, in tientallen auto's werden davidssterren gekrast en banden werden doorgestoken. Aangezien dit binnen de Groene Lijn gebeurde noemde de burgemeester dit terrorisme.